# جيمس إس. ستيفنسون
جيمس إس. ستيفنسون (بالإنجليزية: James S. Stevenson)‏ هو محامي وسياسي أمريكي، ولد في 1780 في مقاطعة يورك في الولايات المتحدة، وتوفي في 16 أكتوبر 1831. حزبياً، نشط في الحزب الديمقراطي. وقد انتخب عضو مجلس نواب بنسيلفانيا وانتخب عضو مجلس النواب الأمريكي.